# Moore (Idaho)
Moore es una ciudad ubicada en el condado de Butte en el estado estadounidense de Idaho. En el Censo de 2010 tenía una población de 189 habitantes y una densidad poblacional de 254,26 personas por km².

## Geografía
Moore se encuentra ubicada en las coordenadas 43°44′4″N 113°22′2″O / 43.73444, -113.36722. Según la Oficina del Censo de los Estados Unidos, Moore tiene una superficie total de 0.74 km², de la cual 0.74 km² corresponden a tierra firme y (0%) 0 km² es agua.

## Demografía
Según el censo de 2010, había 189 personas residiendo en Moore. La densidad de población era de 254,26 hab./km². De los 189 habitantes, Moore estaba compuesto por el 100% blancos, el 0% eran afroamericanos, el 0% eran amerindios, el 0% eran asiáticos, el 0% eran isleños del Pacífico, el 0% eran de otras razas y el 0% pertenecían a dos o más razas. Del total de la población el 3.17% eran hispanos o latinos de cualquier raza.